# الدوري البرازيلي الدرجة الثالثة 2015
الدوري البرازيلي الدرجة الثالثة 2015 هو الموسم 26 من الدوري البرازيلي الدرجة الثالثة. أقيم خلال الفترة 16 مايو 2015 وحتى 21 نوفمبر 2015، وأشرف على تنظيمه اتحاد البرازيل لكرة القدم، وكان عدد الأندية المشاركة فيه 20، وفاز فيه نادي فيلا نوفا.